# Хакан-Хирхир
Хакан-Хирхир (араб. خاكان خلرخلر‎, Ḫāqān Ḫirḫīr) — средневековый древнекыргызский город на территории Минусинской котловины. Был упомянут в 1154 году в Книге Рожера, написанной арабским географом Мухаммадом аль-Идриси, как столица Кыргызского каганата.

## История и описание

Города Кыргызского каганата на карте Мухаммада аль-Идриси, ветка под номером III, справа

Город, в котором находился кыргызский каган являлся крупнейшим торговым и административным центром Кыргызского каганата. На карте аль-Идриси размещён в центре страны кыргызов, на западном берегу главной реки страны. В анонимном персидском труде «Худуд аль-алам» город кагана кыргызов упоминается в контексте подчинённого кыргызам народа «фури» (курыканы). В труде «Зайн аль-ахбар» персидского автора Гардизи описаны две дороги к городу кыргызского кагана: 1-я — «3 месяца пути черех степь», 2-я — «2 месяца трудного пути по узким тропам через леса и многочисленные реки». Первая дорога проходила через юг вдоль р. Кем, затем поворачивала на восток и следовала через степи Тувы и Монголии к р. Селенга, после чего уходя на северо-восток. Вторая дорога пролегала напрямую через покрытые лесами Восточные Саяны.
В книге Рожера («Нузхат ал-муштак») город кыргызского кагана описывается как «сильный, окруженный стенами, рвами и укреплениями». Похожее описание приводил и Гардизи, согласно которому «ставка кыргызов» представляла из себя обнесенный стеной лагерь, в котором размещались войска кыргызского кагана. Подобный облик согласуется с названием резиденции кыргызского кагана в китайском источнике «Юаньхэ цзюньсянь тучжи» — 衙帳  (衙; «я», ‘правительственное учреждение, резиденция‘, 帳; «чжан», ‘юрта‘).